# Sylvie Blum
Sylvie Blum, geb. Neubauer (* 1967 in Taxenbach Österreich) ist eine Fotografin und ein ehemaliges Fotomodell, unter anderem für Helmut Newton und Jan Saudek. Sie wurde die Muse und das Hauptmotiv des Fotografen Günter Blum, den sie 1995 heiratete. Basierend auf einer Ausbildung an der Kunstschule Mannheim begann sie nach seinem Tod 1997 selbst fotografisch tätig zu werden. Sylvie Blum lebt heute in Los Angeles. Ihr Stil erinnert an die Arbeiten von Ansel Adams und Herb Ritts.

## Werke
- Venus selbst. 87 Autoportraits von Sylvie Blum. Heidelberg: Edition Braus im Wachter Verlag, 2000. (Das Werk bezieht sich auf Günter Blums Bildband Venus mit ihr als Modell)
- Hotel Orient. Edition Braus im Wachter Verlag, 2002
- Nudes. Edition Braus 2002 Heidelberg
- M. 6x6.com. Heidelberg: Edition Braus, 2004.
- Naked Beauty, TeNeues Verlag, 2012

## Belege
1. ↑  (In fr) Sylvie Blum, OPIOM GALLERY
2. ↑  Sylvie Blum. In: Tom Ang: Digitale Fotografie. Fotografieren wie die Profis. Dorling Kindersley, München 2017, ISBN 978-3-8310-3363-8, S. 121.

| Personendaten    | Personendaten                      |
| ---------------- | ---------------------------------- |
| NAME             | Blum, Sylvie                       |
| ALTERNATIVNAMEN  | Neubauer, Sylvie (Geburtsname)     |
| KURZBESCHREIBUNG | deutsche Fotografin und Fotomodell |
| GEBURTSDATUM     | 1967                               |
| GEBURTSORT       | Österreich                         |